# Ateneu de Guissona
Ateneu de Guissona és una entitat cultural de Guissona que disposa d'un edifici protegit com a Bé Cultural d'Interès Local a la localitat.

## Edifici

### Descripció
Aquest edifici està ubicat en el bell mig de la vila de Guissona. Presenta tres façanes diferents: una al carrer Raval del Convent, una principal a la Plaça de Sant Roc i l'altra al carrer Bisbal.
És un edifici de tres plantes construït amb pedra arrebossada i maons.
La façana principal dona a la Plaça de Sant Roc i presenta els elements més interessants de l'edifici. A la planta baixa trobem una porta d'entrada rectangular, damunt de la qual hi ha una balconada, amb un balustre d'obra, amb dos balcons envoltats d'una motllura de maons i un petit guardapols. Al centre de la façana s'obra una fornícula tancada amb vidre amb la imatge policromada de Sant Roc. La façana es corona amb una estructura inclinada amb dues boles a cada extrem.
La façana del carrer Bisbal presenta tres portes rectangulars a la planta baixa, tres obertures amb arcs de mig punt emmarcades per arcades que descansen sobre pilastres que recorren la façana a Ia segona planta, i dues torres amb obertures estretes que coronen els extrems de la façana.

### Història
En aquest emplaçament on avui s'aixeca l'Ateneu hi havia un dels portals d'entrada de l'antiga muralla medieval. Aquest portal estava dedicat a Sant Roc, que a mitjans del segle xix havia protegit els habitants de Guissona del còlera. La imatge que trobem actualment a la façana de l'Ateneu correspon a la imatge que hi havia originàriament al Portal de la Muralla.
L'Ateneu es construeix per iniciativa de l'empresa tèxtil Ramon Esteve i Llobet, que impulsà diversos projectes a la vila.